# Nicolás Romano
Nicolás Romano (Junín, 1º novembre 1987) è un cestista argentino.

## Carriera
Con l'Argentina ha disputato due edizioni dei Campionati sudamericani (2014, 2016).

## Palmarès
- FIBA Americas League: 1

Regatas Corrientes: 2010-11
- Liga Sudamericana: 1

Regatas Corrientes: 2011-12
- Campionato argentino: 3

Regatas Corrientes: 2012-13
San Lorenzo: 2020-21
IACC Cordoba: 2021-22
- Campionato messicano: 1

Fuerza Regia: 2020
- Torneo Súper 8: 1

Regatas Corrientes: 2012
- Torneo Súper 20: 1

IACC Cordoba: 2021